# Eciton lucanoides
Eciton lucanoides é uma espécie de formiga do gênero Eciton.